# Saison 2022 de l'équipe cycliste Intermarché-Wanty-Gobert Matériaux
La saison 2022 de l'équipe cycliste Intermarché-Wanty-Gobert Matériaux est la quinzième de cette équipe.

## Coureurs et encadrement technique

### Effectif
| Coureur              | Date de Nais.     | Nationalité        | Équipe en 2021                     | Vict. | Cont. | Maillot dist.      |
| -------------------- | ----------------- | ------------------ | ---------------------------------- | ----- | ----- | ------------------ |
| Jan Bakelants        | 14 février 1986   | Belgique           | Intermarché-Wanty-Gobert Matériaux | 1     | 2022  |                    |
| Sven Erik Bystrøm    | 21 janvier 1982   | Norvège            | UAE Emirates                       | 0     | 2023  |                    |
| Dimitri Claeys       | 18 juin 1987      | Belgique           | Qhubeka NextHash                   | 0     | 2022  |                    |
| Aimé De Gendt        | 17 juillet 1994   | Belgique           | Intermarché-Wanty-Gobert Matériaux | 0     | 2023  |                    |
| Théo Delacroix       | 21 février 1999   | France             | Intermarché-Wanty-Gobert Matériaux | 0     | 2022  |                    |
| Tom Devriendt        | 29 octobre 1991   | Belgique           | Intermarché-Wanty-Gobert Matériaux | 0     | 2022  |                    |
| Biniam Girmay        | 2 avril 2000      | Érythrée           | Intermarché-Wanty-Gobert Matériaux | 4     | 2026  | - Contre-la-montre |
| Kobe Goossens        | 29 avril 1996     | Belgique           | Lotto-Soudal                       | 0     | 2023  |                    |
| Quinten Hermans      | 29 juillet 1995   | Belgique           | Intermarché-Wanty-Gobert Matériaux | 1     | 2022  |                    |
| Jan Hirt             | 21 janvier 1991   | République tchèque | Intermarché-Wanty-Gobert Matériaux | 3     | 2022  |                    |
| Laurens Huys         | 24 septembre 1998 | Belgique           | Bingoal-WB                         | 0     | 2023  |                    |
| Julius Johansen      | 13 septembre 1999 | Danemark           | Uno-X Pro                          | 0     | 2023  |                    |
| Alexander Kristoff   | 5 juillet 1987    | Norvège            | UAE Emirates                       | 5     | 2022  |                    |
| Louis Meintjes       | 21 février 1992   | Afrique du Sud     | Intermarché-Wanty-Gobert Matériaux | 2     | 2023  |                    |
| Hugo Page            | 24 juillet 2001   | France             | Groupama-FDJ Conti.                | 0     | 2023  |                    |
| Andrea Pasqualon     | 2 janvier 1988    | Italie             | Intermarché-Wanty-Gobert Matériaux | 1     | 2022  |                    |
| Barnabás Peák        | 29 novembre 1998  | Hongrie            | BikeExchange                       | 0     | 2022  |                    |
| Simone Petilli       | 4 mai 1993        | Italie             | Intermarché-Wanty-Gobert Matériaux | 0     | 2023  |                    |
| Adrien Petit         | 26 septembre 1990 | France             | TotalEnergies                      | 0     | 2023  |                    |
| Baptiste Planckaert  | 28 septembre 1988 | Belgique           | Intermarché-Wanty-Gobert Matériaux | 0     | 2024  |                    |
| Domenico Pozzovivo   | 30 novembre 1982  | Italie             | Qhubeka NextHash                   | 0     | 2022  |                    |
| Lorenzo Rota         | 23 mai 1995       | Italie             | Intermarché-Wanty-Gobert Matériaux | 2     | 2024  |                    |
| Rein Taaramäe        | 24 avril 1987     | Estonie            | Intermarché-Wanty-Gobert Matériaux | 1     | 2023  | - Contre-la-montre |
| Gerben Thijssen      | 21 juin 1998      | Belgique           | Lotto-Soudal                       | 3     | 2023  |                    |
| Taco van der Hoorn   | 4 décembre 1993   | Pays-Bas           | Intermarché-Wanty-Gobert Matériaux | 1     | 2024  |                    |
| Corné van Kessel     | 7 août 1991       | Pays-Bas           | Intermarché-Wanty-Gobert Matériaux | 0     | 2022  |                    |
| Kévin Van Melsen     | 1er avril 1987    | Belgique           | Intermarché-Wanty-Gobert Matériaux | 0     | 2022  |                    |
| Boy van Poppel       | 18 janvier 1988   | Pays-Bas           | Intermarché-Wanty-Gobert Matériaux | 0     | 2023  |                    |
| Loïc Vliegen         | 20 décembre 1993  | Belgique           | Intermarché-Wanty-Gobert Matériaux | 0     | 2023  |                    |
| Georg Zimmermann     | 11 octobre 1997   | Allemagne          | Intermarché-Wanty-Gobert Matériaux | 0     | 2024  |                    |
| Coureurs stagiaires. |                   |                    |                                    |       |       |                    |
| Dries De Pooter      | 8 novembre 2002   | Belgique           | Hagens Berman Axeon                | 1     | 2024  |                    |
| Madis Mihkels        | 31 mai 2003       | Estonie            | Ampler Development Team            | 0     | 2024  |                    |

## Champions nationaux, continentaux et mondiaux
| Date         | Course                                      | Maillot | Coureurs      | Pays     | Lieu    |
| ------------ | ------------------------------------------- | ------- | ------------- | -------- | ------- |
| 22 juin 2022 | Championnats d'Estonie du contre-la-montre  |         | Rein Taaramäe | Estonie  | Kuremaa |
| 24 juin 2022 | Championnats d'Érythrée du contre-la-montre |         | Biniam Girmay | Érythrée | Asmara  |